# Richard Hastings
Pour les articles homonymes, voir Hastings.
Richard Hastings, né le 18 mai 1977 à Prince George au Canada, est un joueur de soccer international canadien, qui évoluait au poste de défenseur.

## Biographie

### Carrière internationale
Richard Hastings est convoqué pour la première fois par le sélectionneur national Bruce Twamley pour un match amical face à la Macédoine le 18 mai 1998 (victoire 1-0). Le 20 février 2000, il marque son seule but en équipe du Canada lors d'un match de la Gold Cup 2000 face au Mexique (victoire 2-1).
Il a disputé une Coupe des confédérations (en 2001). Il a également participé à cinq Gold Cup (en 2000, 2002, 2003, 2007 et 2009).
Il compte 59 sélections et 1 but avec l'équipe du Canada entre 1998 et 2010.

## Palmarès

### En sélection
- Vainqueur du Championnat de la CONCACAF des moins de 20 ans en 1997
- Vainqueur de la Gold Cup en 2000

### Distinctions personnelles
- Meilleur jeune joueur de la Gold Cup 2000
- Membre de l'équipe-type de la Gold Cup 2007

## Statistiques

### Buts en sélection
Le tableau suivant liste tous les buts inscrits par Richard Hastings avec l'équipe du Canada.